# Brassica spinescens
Brassica spinescens är en korsblommig växtart som beskrevs av Auguste Nicolas Pomel. Brassica spinescens ingår i släktet kålsläktet, och familjen korsblommiga växter. Inga underarter finns listade i Catalogue of Life.